# 加利福尼亞海岸大學
33°46′44.93″N 117°52′15.39″W / 33.7791472°N 117.8709417°W
加利福尼亞海岸大學（California Coast University，縮寫：CCU）是位於美國加利福尼亞州圣塔安娜的一所私立營利性大學，創立於1973年。該大學現僅提供遠程教育，沒有教室。2005年1月8日獲得遠程教育委員會的教育認證， 此外高等教育委員會和美國教育部也認可其學位。

## 知名校友
- 黃宜弘：1998年至2012年間出任香港立法會功能組別議員[3]，黃在出任議員期間向立法會秘書處申報獲該校頒授工程學博士學位[4]

## 外部連結
- Official website（页面存档备份，存于）